# Constance Kamii
Constance Kazuko Kamii (Genebra, ?), é uma psicóloga nipo-americana.
Filha de pai japonês e mãe estadunidense, viveu no Japão até os 18 anos, transferindo-se depois para os Estados Unidos, onde em 1955 bacharelou-se em sociologia.
Mestra em educação e doutora em educação e psicologia, pela Universidade de Michigan. Kamii foi aluna e colaboradora de Jean Piaget, tendo feito diversos cursos de Pós-Doutorado relacionados com a epistemologia genética, e com outras áreas educacionais pertinentes tanto à teoria piagetiana como de outros pesquisadores.
Atualmente é professora da Universidade do Alabama.

## Livros
- Aritmética: Novas Perspectivas - Implicações da Teoria de Piaget
- Conhecimento Físico na Educação Pré-Escolar
- A Criança e o Número
- Crianças Pequenas Continuam Reinventando a Aritmética
- Crianças Pequenas: Reinventam a Aritmética
- Desvendando a Aritmética: Implicações da Teoria de Piaget
- Jogos em Grupo na Educação Infantil
- Piaget para a Educação Pré-Escolar
- Reinventando a Aritmética: Implicações da Teoria de Piaget
- Autonomia do professor e formação cientifica